# Brayon (langue)
Pour les articles homonymes, voir Brayon.
Le brayon est une variété de la langue normande parlée dans le pays de Bray en Seine-Maritime, en Normandie. Encore fort présent au XIXe siècle (bien que déjà l'abbé Jean-Eugène Decorde note en 1852 dans son Dictionnaire du patois brayon qu'il n'est pas aussi vivace que les patois de Picardie environnants), il est aujourd'hui une variété de normand en danger de disparition et son nombre de locuteurs est particulièrement bas.

## Grammaire

### Articles
L'article défini brayon se décline comme suit :
- au masculin el, qui devient l' devant une voyelle ou après à la suite d'une syllabe ouverte : el cmin (« le chemin »), ej sis dans l'cmin (« je suis dans le chemin »), l'homme eq j'ai vu (« l'homme que j'ai vu ») ;
- au féminin la, qui devient l' devant une voyelle : la file (« la fille »), ch'est l'heure d'y aller (« c'est l'heure d'y aller ») ;
- au pluriel les, qui devient lz' devant une voyelle : les vakes sont ichite (« les vaches sont ici »), lz'éfants sont rvenus (« les enfants sont revenus »), dans lz'annèyes passèyes (« dans les années passées »).

l'article indéfini se décline comme suit :
- au masculin un : un âbre sus l'cmin (« un arbre sur le chemin »), un livre (« un livre ») ;
- au féminin unne : unne bonne dame (« une gentille femme »), unne feis (« une fois ») ;
- au pluriel des, qui devient dz' devant une voyelle : des bézots (« des gamins »), dz'oreilles (« des oreilles »), ej mets dz'herbes (« je mets des herbes »).

L'article démonstratif se décline comme suit :
- au masculin chu (parfois çu : par influence du français, certains ch typiques du normand et du picard deviennent ç), devant une voyelle il devient cht' : chu biau temps (« ce beau temps »), ej vis cht'innochent (« j'ai vu cet imbécile ») ;
- au féminin chute ou chte et cht' devant voyelle : chute corporance ou chte corporance (« cette corpulence »), ch'est cht'adrèche (« c'est cette adresse »).
- au pluriel ches, qui devient chz' devant une voyelle : ches caires (« ces chaises »), chz'agaches (« ces pies »).

L'article défini masculin brayon rappelle dans sa forme le picard car il a connu la métathèse comme ce dernier.

### Conjugaisons
|                  | indicatif présent                                               | imparfait                                                                      | passé simple                                                        | futur                                                              | conditionnel                                                               | subjonctif présent                                                                        | subjonctif imparfait                                                                                          | participe présent | participe passé |
| ---------------- | --------------------------------------------------------------- | ------------------------------------------------------------------------------ | ------------------------------------------------------------------- | ------------------------------------------------------------------ | -------------------------------------------------------------------------- | ----------------------------------------------------------------------------------------- | --- | ----------------- | --------------- |
| ête (être)       | ej sis t'es il/al est ej sommes os êtes i sount                 | j'éteis t'éteis il/al éteit j'étioms os étiez il éteient                       | ej fus tu fus i/a fut ej fumes os fûtes i fûtent                    | ej srai tu sras i/a sra ej sroms os srez i sront                   | ej sreis tu sreis i/a sreit ej srioms os sriez i sreient                   | qu'ej seis eq tu seis qu'i/a seit qu'ej séyoms qu'os séyez qu'i seient                    | qu'ej fuche eq tu fuches qu'i/a fuches qu'ej fuchioms qu'os fuchiez qu'i fuchent                              | étant             | été ou 'té      |
| aver (avoir)     | j'ai t'as il/al a j'avoms os avez il ont                        | j'aveis t'aveis il/al aveit j'avioms os aviez il aveient                       | j'eus t'eus il/al eut j'eumes vos eûtes il eûtent                   | j'airai t'airas il/al aira j'airoms vos airez il airont            | j'aireis t'aireis il/al aireit j'airioms vos airiez il aireient            | eq j'aie eq t'aies qu'il/al ait eq j'ayoms qu'os ayez qu'il aient                         | eq j'euche eq t'euches qu'il/al euche eq j'euchioms qu'os euchiez qu'il euchent                               | ayant             | ieu             |
| canter (chanter) | ej cante tu cantes i/a cante ej cantoms os cantez i cantent     | ej canteis tu canteis i/a canteit ej cantoms os cantez i cantent               | ej cantis tu cantis i/a cantit ej cantimes os cantîtes i cantîtent  | ej cantrai tu cantras i/a cantra ej cantroms os cantrez i cantront | ej cantreis tu cantreis i/a cantreit ej cantrioms os cantriez i cantreient | qu'ej cante eq tu cantes qu'i/a cante qu'ej cantioms qu'os cantiez qu'i cantent           | qu'ej cantiche eq tu cantiches qu'i/a cantiche qu'ej cantichioms qu'os cantichiez qu'i cantichent             | cantant           | canté           |
| fini (finir)     | ej finis tu finis i finit ej finichoms os finichez is finichent | ej finicheis tu finicheis i finicheit ej finichioms os finichiez i finicheient | ej finichis tu finichis i finichit ej finimes os finîtes i finîtent | ej finirai tu finiras i finira ej finiroms os finirez i finiront   | ej finireis tu finireis i finireit ej finirioms os finiriez i finireient   | qu'ej finiche eq tu finiches qu'i finiche qu'ej finichioms qu'os finichiez qu'i finichent | qu'ej fini(chi)che eq tu fini(chi)ches qu'i fini(chi)che qu'ej finichioms qu'os finichiez qu'i fini(chi)chent | finichant         | fini            |
| vendre (vendre)  | ej vends tu vends i vend ej vendoms os vendez i vendent         | ej vendeis tu vendeis i vendeit ej vendioms os vendiez i vendeient             | ej vendis tu vendis i vendit ej vendimes os vendîtes i vendîtent    | ej vendrai tu vendras i vendra ej vendroms os vendrez i vendront   | ej vendreis tu vendreis i vendreit ej vendrioms os vendriez i vendreient   | qu'ej vende eq tu vendes qu'i vende qu'ej vendioms qu'os vendiez qu'i vendent             | qu'ej vendiche eq tu vendiches qu'i vendiche qu'ej vendichioms qu'os vendichiez qu'i vendichent               | vendant           | vendu           |